# Libellus de dictis quatuor ancillarum sanctae Elisabeth confectus

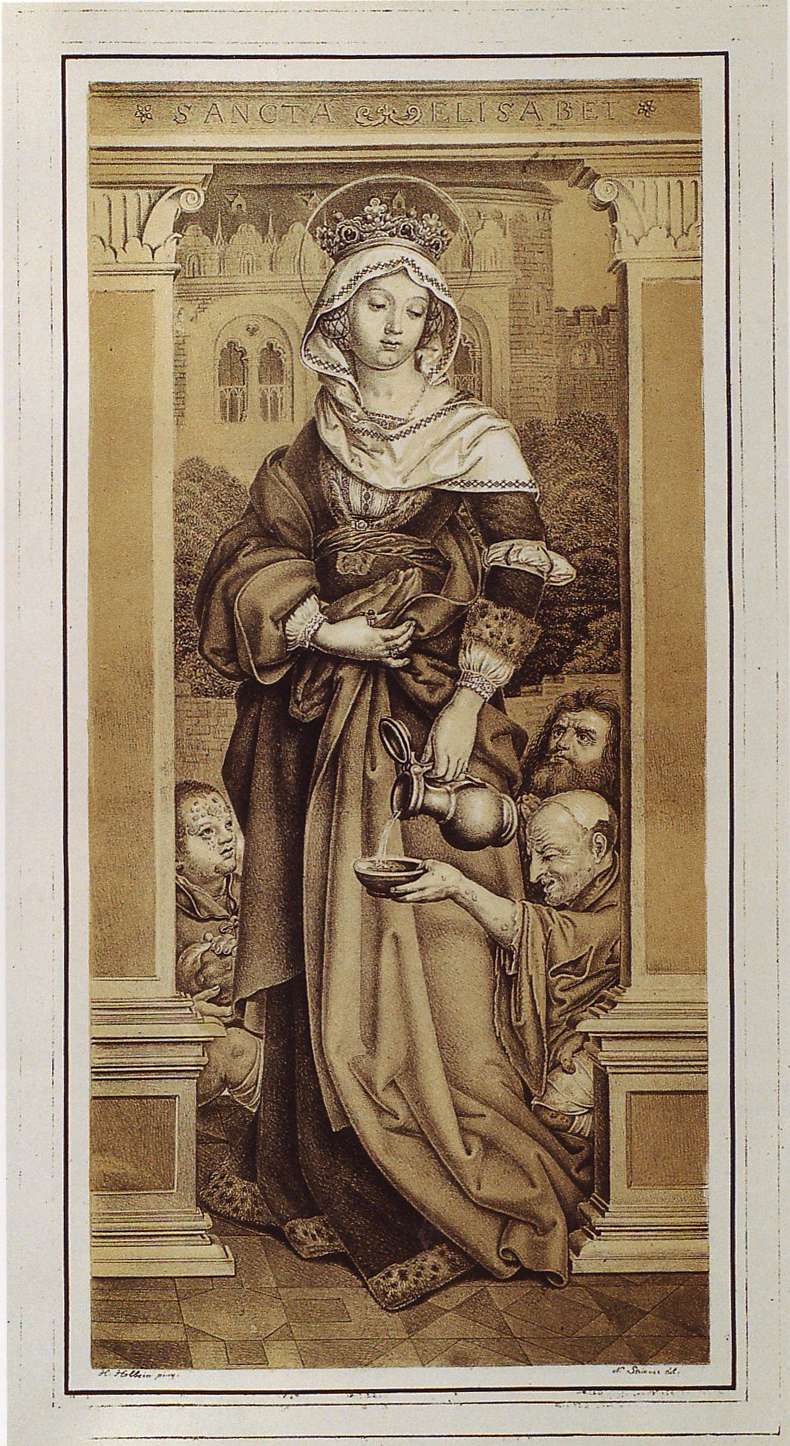
Typische Darstellung Elisabeths von Thüringen bei der Versorgung von Bedürftigen; Kreide-lithographie nach dem Gemälde von Hans Holbein, d. Ä. (frühes 16. Jahrhundert)

Der Libellus de dictis quatuor ancillarum sanctae Elisabeth confectus (Büchlein der Aussagen der vier Dienerinnen, im Weiteren als Libellus bezeichnet) ist eine der wichtigsten Quellen über das Leben der Elisabeth von Thüringen, die als Heilige der Katholischen Kirche und Schutzpatronin von Hessen und Thüringen verehrt wird.
Er gibt gemeinsam mit der Summa Vitae Konrads von Marburg detailliert Auskunft über deren Leben. Der Libellus enthält die Zeugenaussagen der vier sogenannten Dienerinnen, die in Marburg im Rahmen des Heiligsprechungsverfahrens gehört wurden. Bei den einzelnen Personen, deren Aussagen im Libellus zusammengefasst sind, handelt es sich um Guda, Isentrud von Hörselgau und die Marburger Spitalschwestern Irmgard und Elisabeth.
Guda lebte seit ihrem fünften Lebensjahr mit der ein Jahr jüngeren Elisabeth von Thüringen zusammen und wurde später eine ihrer Hofdamen. Isentrud von Hörselgau war eine der weiteren Hofdamen im Gefolge der ungarischen Königstochter und thüringischen Landgräfin. Sie schildert weit anschaulicher als Konrad von Marburg, Elisabeth von Thüringens Seelsorger und mit seiner Summa vitae ihr erster Biograph, deren Fürsorge für die Armen und Bedürftigen. Irmgard und Elisabeth arbeiteten gemeinsam mit Elisabeth von Thüringen im Marburger Spital.
Auf dem Libellus aus dem Jahre 1235 basieren die drei ältesten Lebensbeschreibungen der Elisabeth von Thüringen, die alle in der ersten Hälfte des 13. Jahrhunderts entstanden sind. 1237 verfasste Caesarius von Heisterbach eine Vita der Heiligen Elisabeth; zwei weitere, deren Verfasser namentlich nicht bekannt sind, entstanden vor 1240 im Umfeld Kaiser Friedrichs II. und der päpstlichen Kurie. Der besondere Wert des Libellus besteht darin, dass er im Rahmen des Kanonisationsprozesses aufgeschrieben wurde und damit den Charakter eines offiziellen Dokuments trägt.
Eine zuverlässig auf die Kanonisationsakte zurückgehende Abschrift des Libellus liegt unter anderem in Form einer um 1250 entstandenen Pergamenthandschrift in der Bibliothek des Priesterseminars in Trier vor.

## Ausgaben
- Der sogenannte Libellus de dictis quatuor ancillarum S. Elisabeth confectus. Mit Benutzung aller bekannten Handschriften zum erstenmal vollständig mit kritischer Einführung herausgegeben und erläutert von Albert Huyskens. München 1911.
- Libellus de dictis quatuor ancillarum S. Elisabeth confectus. Büchlein über die Aussagen der vier Dienerinnen. In: Elisabeth von Thüringen, Herausgegeben und eingeleitet von Walter Nigg, Düsseldorf 1963, S. 69–107 (Volltext (PDF, 227 kB) (Memento vom 3. August 2007 im Internet Archive))